# 구가군

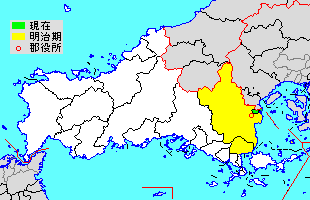
야마구치현 구가군의 위치

구가군(일본어: 玖珂郡, くがぐん)은 일본 야마구치현의 군이다.
인구 5,529명, 면적 10.58km², 인구밀도 523명/km².(2025년 3월 1일, 추계인구)
이하 1정으로 구성된다.
- 와키정(和木町)

## 역사
- 2006년 3월 20일 - 유 정·구가 정·슈토 정·니시키 정·미카와 정·미와 정·혼고 촌이 이와쿠니 시와 합병해 새로운 이와쿠니시가 성립, 군에서 이탈하였다.